# Конотопська центральна міська бібліотека імені С. І. Пономарьова
Конотопська центральна міська бібліотека імені С. І. Пономарьова — центральна бібліотека у структурі Конотопської міської централізованої бібліотечної системи. Розташована в місті Конотоп Сумської області.

## Історія
Перші відомості про бібліотеку знаходяться в доповіді 1947 року, присвяченій 30-річчю Жовтневої революції. В ній написано, що 25 травня 1945 року в міській бібліотеці працювали 6 чоловік.
У 1947 році для міської бібліотеки було виділене приміщення з читальним залом по проспекту Леніна (нині — проспект Червоної Калини), недалеко від нинішнього приміщення ЦМБ.
10 лютого 1960 року для бібліотеки було виділено спеціально збудоване приміщення на першому поверсі житлового будинку по проспекту Червоної Калини, 18. Першого дня її відвідало близько 300 читачів.
У 1979 році, коли була створена Конотопська районна централізована бібліотечна система, Конотопська центральна міська бібліотека стала її бібліотекою-філією № 1.
З 1 січня 1998 року, з часу створення Конотопської міської централізованої бібліотечної системи, бібліотека отримала статус центральної міської бібліотеки. Сама Конотопська міська централізована бібліотечна система почала роботу з 1 січня 1998 року. Вона об'єднала 6 бібліотек міста Конотоп та сел Підлипне і Комсосольська Комуна (нині — село Калинівка, що підпорядковано Конотопській міській раді). Бібліотеку села Комсомольська Комуна було передано у підпорядкування Підлипненській сільській раді. 28 травня 1998 року її було закрито та приєднано до Підлипненської сільської бібліотеки.
Рішенням 28-ї сесії Конотопської міської ради 25 червня 2008 року Конотопській центральній міській бібліотеці було присвоєно ім'я С. І. Пономарьова, видатного вченого — бібліографа-уродженця міста Конотоп.
30 квітня 2008 року на базі центральної міської бібліотеки ім. С. І. Пономарьова створено інтернет-центр, який включає 6 робочих місць з окремим виділеним місцем для людей з обмеженими фізичними можливостями.

## Структура міської централізованої бібліотечної системи
До структури Конотопської міської централізованої бібліотечної системи входять:
- Конотопська центральна міська бібліотека (м. Конотоп, проспект Червоної Калини, 18);
- Конотопська центральна дитяча бібліотека (м. Конотоп, проспект Червоної Калини, 13);
- Конотопська міська бібліотека для дітей (м. Конотоп, вулиця Богдана Хмельницького, 24);
- Конотопська міська бібліотека для дорослих (м. Конотоп, проспект Червоної Калини, 13);
- Підлипненська сільська бібліотека.[4]